# Мовілень (Шендрень, Галац)
Мовілень, Мовілені (рум. Movileni) — село у повіті Галац в Румунії. Входить до складу комуни Шендрень.
Село розташоване на відстані 182 км на північний схід від Бухареста, 5 км на південний захід від Галаца, 146 км на північ від Констанци.

## Населення
За даними перепису населення 2002 року у селі проживали 562 особи, з них 560 осіб (99,6%) румунів. Рідною мовою 561 особа (99,8%) назвала румунську.